# Automobilclub von Deutschland
Der Automobilclub von Deutschland (AvD) mit Sitz in Frankfurt am Main ist einer der ältesten deutschen Automobilclubs und zweitgrößter Automobilclub in Deutschland.

## Organisation
Der Verband besteht aus 46 Ortsclubs (Stand Juni 2020), die teilweise als eingetragener Verein (e. V.) geführt werden. Der AvD wird von einem siebenköpfigen Präsidium vertreten: Präsident ist Lutz Leif Linden. Die sechs Vizepräsidenten leiten die Ressorts Touristik, Vertrieb (Gebhard Sanne), Controlling, Finanzen (Gerd Stracke), Sport, Klassik (Volker Strycek), Marketing (Steffen Sprattler), Recht, Verbraucherschutz, Verkehr (Michael Zilian) und Digitalisierung, Jugend (Marcus Namokel). Die Geschäftsführung wird von einem Hauptausschuss unterstützt, so dass die Verantwortung auf rund zehn Personen verteilt ist.

## Geschichte

Logo bis 2008

Der AvD wurde 1899 in Berlin als Deutscher Automobilclub (DAC) gegründet. Er bildet den Dachverband diverser Orts- und Korporativclubs in ganz Deutschland, beispielsweise des Bayerischen, des Berliner (gegründet 1900), des Schlesischen (gegründet 1901), des Rheinischen, des Schleswig-Holsteinischen Automobil-Clubs sowie des Hessischen Automobilclubs (gegründet 1909). 1900 organisierte der AvD die erste Internationale Automobilausstellung in Frankfurt am Main, 1905 wurde er umbenannt in Kaiserlicher Automobil-Club (KAC), da Kaiser Wilhelm II. an Weihnachten die Schirmherrschaft über den Club übernahm.
Im Jahre 1904 veranstaltete der AvD das erste internationale Autorennen in Deutschland, das Rennen zum Coupe Gordon Bennett bei Bad Homburg vor der Höhe (siehe auch Motorsportjahr 1904).
Nach dem Ende der Monarchie in Deutschland gab sich der Club 1918 seinen heutigen Namen Automobilclub von Deutschland (AvD).
Neben dem Motorsport, für den sich der AvD stets engagierte, ist die Verkehrssicherheit ein weiteres wichtiges Thema: 1924 gehörte der AvD deshalb zu den Gründern der Deutschen Verkehrswacht. 1926 veranstaltete der Club auf der AVUS, an deren Finanzierung er beteiligt war, den ersten Großen Preis von Deutschland.
Nach der Machtergreifung 1933 führte der AvD den Arierparagrafen ein und entließ seinen Syndikus Hans Grau, der seit 1925 beim AvD beschäftigt war. Im Jahre 1935 gab der AvD seinen satzungsgemäßen Zweck auf und änderte seinen Namen in Deutscher Ausland-Club, um der Gleichschaltung im Nationalsozialistischen Kraftfahrkorps (NSKK) zu entgehen.
Am 6. November 1948 wurde der AvD in Königstein im Taunus wiedergegründet. Im Jahr darauf beschloss die Versammlung der FIA einstimmig die Wiederaufnahme des AvD. Die AvD-Mitglieder Huschke von Hanstein, Manfred von Brauchitsch, Paul von Metternich und Juan Manuel Fangio errangen wieder Erfolge im Motorsport. 1953 nahm der Club mit sechs DKW-Kastenwagen seinen Pannenhilfsdienst auf. 1967 brachte AvD-Sportpräsident Huschke von Hanstein die Formel V nach Deutschland. Im selben Jahr (1967) förderte der AvD mit öffentlichen Unfall-Demonstrationen die Einführung des Sicherheitsgurtes. 1968 startete das AvD-Auto-EKG – die erste technische Prüfung, die mobil durchgeführt werden konnte.
Neben dem Engagement für die Verkehrssicherheit und der Pannenhilfe kümmerte sich der AvD in den folgenden Jahren immer mehr auch um ältere Fahrzeuge. Gemeinsam mit dem Club Historischer Renn- und Sportfahrzeuge Nürburgring e. V. (CHRSN) und dem Hesse Motorsport Club e. V. Wiesbaden veranstaltete der AvD deshalb 1972 das erste Internationale Historische Rennen auf dem Nürburgring – aus dieser Veranstaltung ging später der AvD-Oldtimer-Grand-Prix hervor.
Insgesamt hat sich der AvD zu einem Dienstleistungsunternehmen entwickelt und seine Leistungen deutlich ausgebaut.
Im Jahr 2016 hatte der Verein etwa 200.000 Mitglieder sowie etwa 1,4 Millionen versicherte Personen insgesamt.

## Dienstleistungen

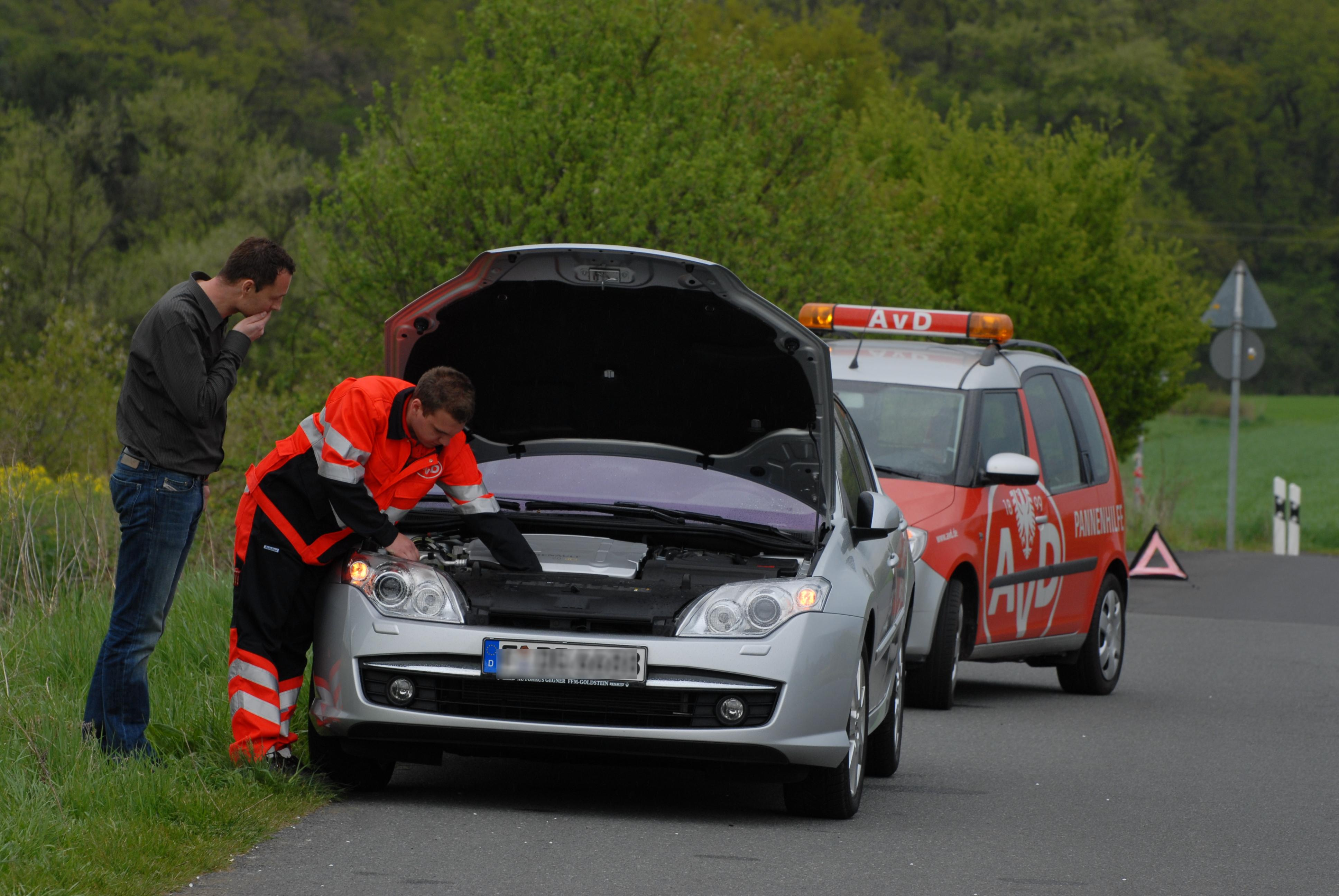
Pannenhilfe-Fahrzeug des AvD

Der AvD bietet alle Leistungen eines klassischen Automobilclubs an. Hierzu gehört in erster Linie die Pannen- und Abschlepphilfe. Der AvD betreibt eine eigene 24-h-Notrufzentrale.
Darüber hinaus bietet der AvD seinen Mitgliedern:
- Versicherungsservice:
  - Kfz-Versicherung
  - AvD-Rechtsschutzversicherung,
  - AvD-Auslandsreise-Krankenversicherung
- Club-Bonus bei renommierten Touristikunternehmen für AvD HELP PLUS Mitglieder
- Kostenlose Erstberatung in verkehrsrechtlichen Angelegenheiten bei einem AvD Vertrauensanwalt

Neben dem Pannendienst vertritt der AvD die Interessen der Autofahrer in Wirtschaft, Politik und Gesellschaft. Der ehemalige AvD Vizepräsident Franz Graf zu Ortenburg ist seit Dezember 2015 amtierender Präsident der Commission Historic International der FIA. Auch im Präsidium des DMSB ist der AvD durch seinen Vizepräsident Gebhard Sanne vertreten. Der AvD organisiert Sicherheitsprüfungen und bietet weitere Hilfeleistungen im Reise- und Unfallbereich an.

## Motorsport
Der AvD ist aktiver Organisator von diversen Motorsportveranstaltungen wie zum Beispiel dem Großen Preis von Deutschland, dem AvD-Oldtimer-Grand-Prix, der Sachsen-Rallye oder der AvD-Histo-Tour.
Der AvD unterstützt als Sponsor unterschiedliche Events im modernen und klassischen Automobilsport sowie ausgesuchte junge Talente. Darüber hinaus organisieren die AvD-Korporativclubs zahlreiche eigene Veranstaltungen und fördern das Motorsport-Engagement ihrer Mitglieder.

## Oldtimer

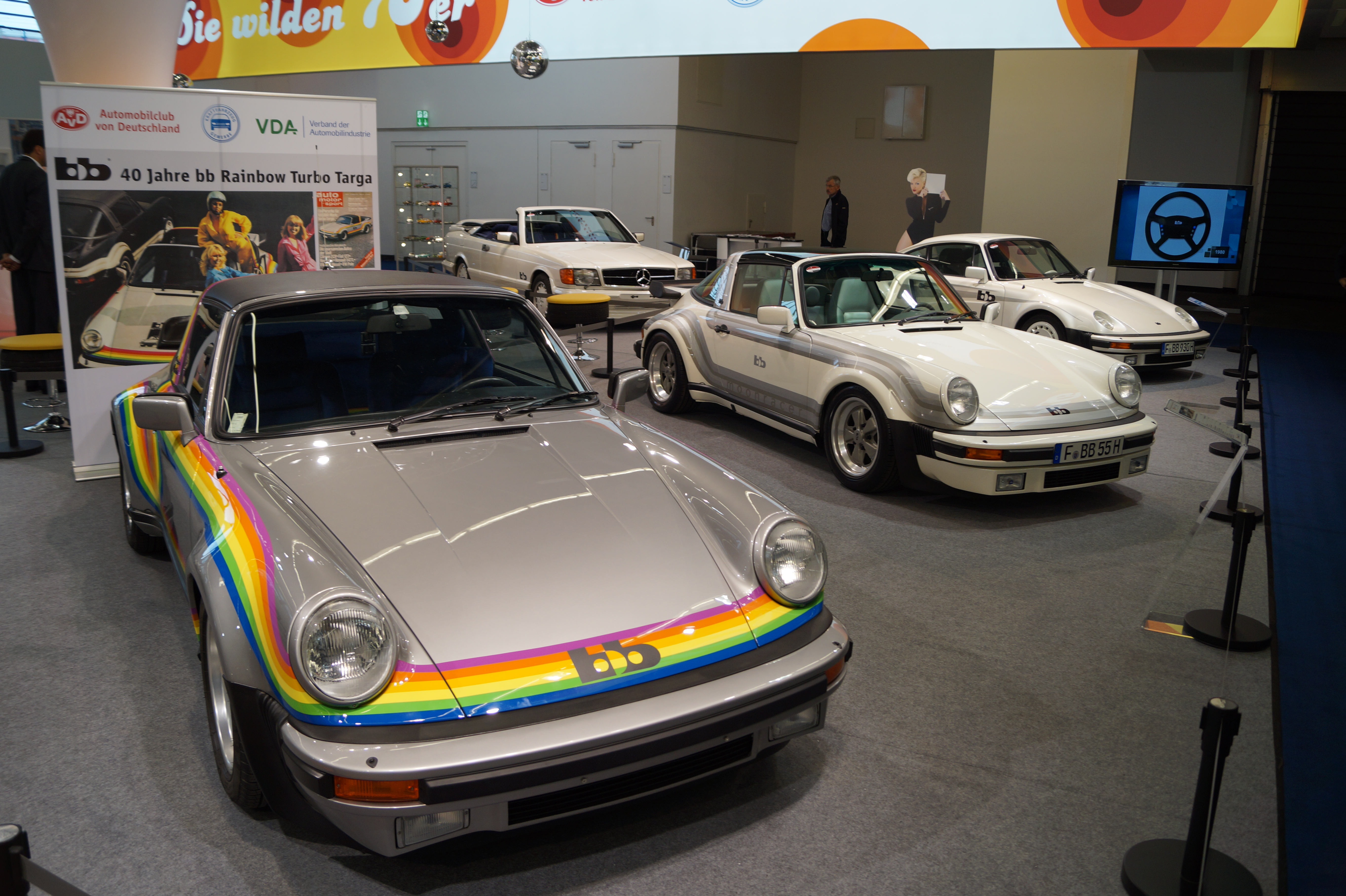
bb Old- und Youngtimer auf dem AvD-Messestand auf der IAA 2017

Ein weiterer Schwerpunkt der AvD-Aktivität richtet sich auf den Erhalt von historischen Fahrzeugen. Neben der AvD OldtimerCard und dem AvD-Oldtimer-Grand-Prix setzt sich der AvD seit Jahren für die Belange von Old- und Youngtimer-Besitzern und die Pflege automobilen Kulturguts ein. So wurde der AvD-Oldtimer-Grand-Prix 2014 mit dem FIA Founding Members’ Club Heritage Cup ausgezeichnet. Weiterhin ist AvD Vizepräsident Graf zu Ortenburg Gründungsmitglied des Vereins IAK Initiative Automobiles Kulturgut e. V., welcher sich für die Anerkennung historischer motorisierter Fortbewegungsmittel als Kulturgut einsetzt. Zahlreiche Oldtimer-Clubs, die teilweise auf bestimmte Marken oder Modelle spezialisiert sind, gehören ebenfalls zum AvD. Es war unter anderem der Arbeit des AvD zu verdanken, dass Oldtimer mit H- und roten Kennzeichen mit Ausnahmegenehmigung Umweltzonen befahren dürfen.

## Verkehrssicherheit
Als Verkehrsclub setzt sich der AvD auch aktiv in Organisationen und Projekten für die Verkehrssicherheit ein. So ist der AvD im Deutschen Verkehrssicherheitsrat vertreten und Mitglied des Deutschen Verkehrsgerichtstages. Mit der Allianz SE wurden Infofilme bundesweit an alle Grundschulen verschickt, in denen Willi Weitzel demonstriert, warum es so wichtig ist, dass Kinder ordnungsgemäß mit Rückhaltesystemen („Sicherheitsgurt“) und Fahrradhelmen gesichert werden. Unter der Schirmherrschaft des Bundesverkehrsministers wirkt er neben Goodyear an der Auszeichnung Held der Straße mit. Zudem verleiht der AvD gemeinsam mit dem Automobil-Club Westfalen e. V. den Westfälischen Verkehrssicherheitspreis und unterstützt mit diesem gemeinsam das Projekt Schutzengel des Kreises Gütersloh.

## Präsidenten
- 1899–1922: Victor II. von Ratibor
- 1922–1928: Adolf von Arnim
- 1928–1934: Adolf Friedrich zu Mecklenburg
- 1948–1953: Karl Geiler
- 1953–1960: Gottfried zu Hohenlohe-Langenburg
- 1960–1992: Paul Alfons von Metternich-Winneburg
- 1992–2008: Wolfgang-Ernst zu Ysenburg und Büdingen
- 2008–2012: Rudolf von der Schulenburg-Wolfsburg
- 2012–2024: Ludwig zu Löwenstein-Wertheim-Freudenberg
- Seit 2024: Lutz Leif Linden